# Akutmottagning

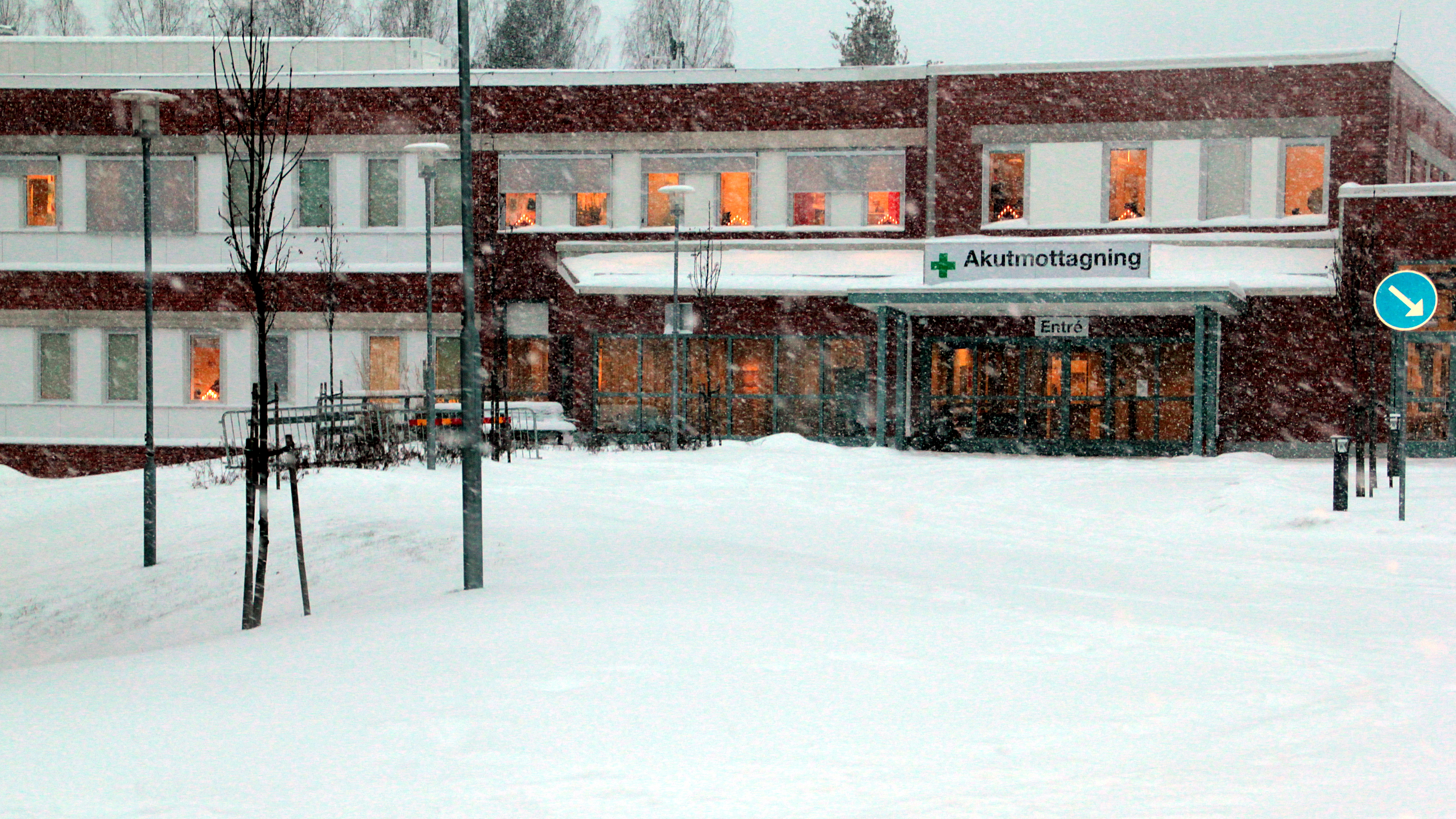
Entrén till akutmottagningen på Mora lasarett, Sverige, 2012

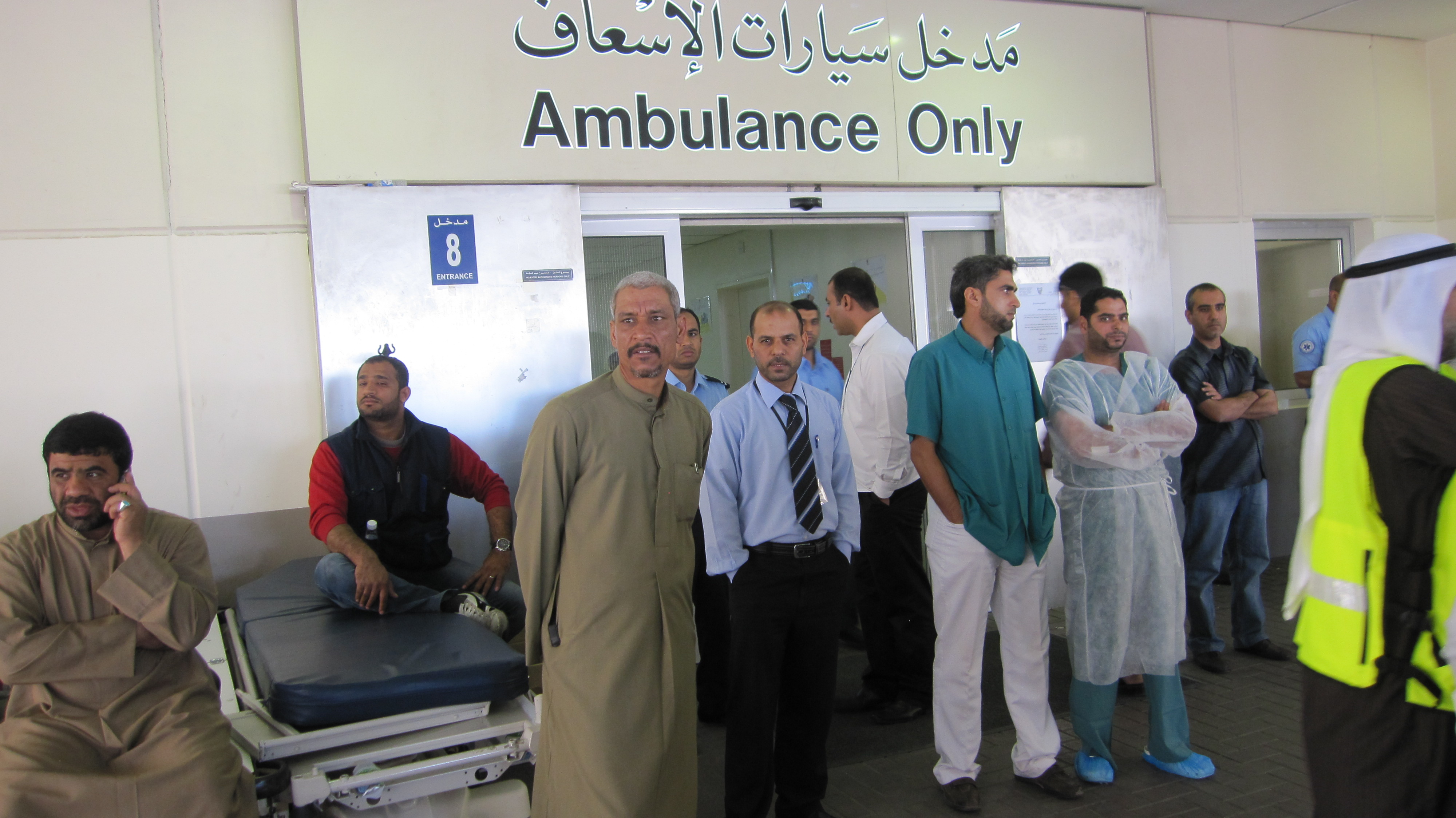
Vårdpersonal vid akutmottagningen på Salmaniya-sjukhuset i Manama i Bahrein, vid protesterna 2011.

Akutmottagning är den mottagning på sjukhus som patienter kan besöka om de behöver akut- eller intensivvård utan att i förväg ha beställt tid, ibland genom att föras dit i ambulans. Vid akutmottagningen behandlas främst allvarliga trauma och tillstånd som uppkommit plötsligt, och vilkas behandling på grund av svår smärta eller letalitet inte kan fördröjas.
På akutmottagningen prioriteras patienterna när de kommer in med triage och behandlas enligt LABC-konceptet. Personalen på akuten arbetar ofta som ett team och vid ett trauma har all personal en specifik roll. En akutmottagnings huvudsakliga syfte är inte alltid att ställa en diagnos, istället är dess syfte att behandla patienter så att de är stabila och kan flyttas till en annan avdelning för specialistvård och vidare rehabilitering.

## Akutvårdsavdelning
En akutvårdsavdelning (AVA) är ibland ett och samma med akutmottagningen, men kan även vara en separat avdelning för patienter med planerad vårdtid på max ca 24 timmar. De flesta patienter åker hem efter denna vårdtid och resterande överflyttas till en specialistvårdsavdelning.

## Varianter på akutmottagningar i Sverige

### Lättakut
Lättakut finns parallellt och tillsammans med en del akutmottagningar för att avlasta dessa. Den ska också skapa en kortare kötid för patienten då en medicinsk bedömning ska ske i samband med ankomsten. De tar emot de patienter som inte kräver högspecialiserad sjukhusvård och har besvär som bland annat luftvägsinfektioner, mindre skador, urinbesvär, öroninflammation och hudbesvär.

### Närakut
När vårdcentralen har stängt kan man vända sig till närakuten som har öppet på kvällar och helger. Där behandlas lättare skador och infektionssjukdomar som inte behöver behandlas på en akutmottagning, men som inte heller kan vänta till nästa vardag. Dit kan man även ringa och boka en tid för att slippa väntetiderna i väntrummet.